# BCDIN3D
BCDIN3D (англ. BCDIN3 domain containing RNA methyltransferase) – білок, який кодується однойменним геном, розташованим у людей на 12-й хромосомі. Довжина поліпептидного ланцюга білка становить 292 амінокислот, а молекулярна маса — 33 200.
| 10         |  | 20         |  | 30         |  | 40         |  | 50         |
| ---------- |  | ---------- |  | ---------- |  | ---------- |  | ---------- |
| MAVPTELDGG |  | SVKETAAEEE |  | SRVLAPGAAP |  | FGNFPHYSRF |  | HPPEQRLRLL |
| PPELLRQLFP |  | ESPENGPILG |  | LDVGCNSGDL |  | SVALYKHFLS |  | LPDGETCSDA |
| SREFRLLCCD |  | IDPVLVKRAE |  | KECPFPDALT |  | FITLDFMNQR |  | TRKVLLSSFL |
| SQFGRSVFDI |  | GFCMSITMWI |  | HLNHGDHGLW |  | EFLAHLSSLC |  | HYLLVEPQPW |
| KCYRAAARRL |  | RKLGLHDFDH |  | FHSLAIRGDM |  | PNQIVQILTQ |  | DHGMELICCF |
| GNTSWDRSLL |  | LFRAKQTIET |  | HPIPESLIEK |  | GKEKNRLSFQ |  | KQ         |

A: Аланін

C: Цистеїн

D: Аспарагінова кислота

E: Глутамінова кислота

F: Фенілаланін

G: Гліцин

H: Гістидин

I: Ізолейцин

K: Лізин

L: Лейцин

M: Метіонін

N: Аспарагін

P: Пролін

Q: Глутамін

R: Аргінін

S: Серин

T: Треонін

V: Валін

W: Триптофан

Кодований геном білок за функціями належить до трансфераз, метилтрансфераз. 
Білок має сайт для зв'язування з S-аденозил-L-метіоніном. 
Локалізований у цитоплазмі.